# Dany Luis Quintero
Danis Luis Quintero Chevans (10 dicembre 1984) è un calciatore cubano, di ruolo portiere, svincolato.

## Carriera

### Club
Ha giocato nel campionato cubano, portoghese e tedesco.

### Nazionale
Ha esordito con la Nazionale cubana nel 2011.